# Burak Mert
Burak Mert (23 ottobre 1990) è un pallavolista turco, libero del Fenerbahçe.

## Carriera

### Club
La carriera di Burak Mert inizia nel 2004, quando entra nel settore giovanile dell'İstanbul BB, dal quale viene promosso in prima squadra nella stagione 2008-09, esordendo in Voleybol 1. Ligi: resta legato al club per ben nove annate, nel corso delle quali vince uno scudetto, una Supercoppa turca e due edizione della BVA Cup.
Nel campionato 2017-18 si trasferisce all'Arkas, dove gioca per un biennio e viene premiato come miglior libero dell'Efeler Ligi 2018-19, trasferendosi al Galatasaray nella stagione 2019-20, dove in due annate si aggiudica una Supercoppa turca, prima di passare a difendere i colori del Fenerbahçe nel campionato 2021-22. 

### Nazionale
Nel 2014 fa il suo esordio nella nazionale turca in occasione delle qualificazioni al campionato europeo 2015. Nel 2018 si aggiudica la medaglia di bronzo all'European Golden League, torneo nel quale conquista l'oro nell'edizione seguente. Nel 2022 conquista il bronzo ai Giochi della solidarietà islamica.

## Palmarès

### Club
- Campionato turco: 1

2008-09
- Supercoppa turca: 1

2009, 2009
- BVA Cup: 2

2008, 2012

### Nazionale (competizioni minori)
- European Golden League 2018
- European Golden League 2019
- Giochi della solidarietà islamica 2021

### Premi individuali
- 2019 - Efeler Ligi: Miglior libero